# Mesoleptus derasus
Mesoleptus derasus là một loài tò vò trong họ Ichneumonidae.